# Fred MacIsaac
Frederick John MacIsaac (geboren am 22. März 1886 in Cambridge, Massachusetts; gestorben am 5. Mai 1940 in Los Angeles) war ein amerikanischer Science-Fiction-Autor, dessen Romane während der Zeit zwischen den Weltkriegen in Fortsetzungen in Pulp-Magazinen wie Argosy erschienen.
In dem Roman The Hothouse World (1931), der als Am Anfang war nur Chaos auch ins Deutsche übersetzt wurde, findet ein aus dem Kälteschlaf Erwachter im Jahr 2051 eine zerstörte Erde vor, auf der die Reste der Menschheit unter Kuppeln leben.

## Bibliografie
Romane
- The Seal of Satan (1926)
- The Great Commander (1926)
- The Vanishing Professor (1926)
- The Last Atlantide (1927)
- World Brigands (1928)
- The Man of Gold (1930)
- The Mental Marvel (1930)
- The Lost Land of Atzlan (1933)
- The Hothouse World (1931, Buchausgabe 1965)
  - Deutsch: Am Anfang war nur Chaos. Pabel (Utopia Grossband #27), 1955.
- Balata (2015)

Kurzgeschichten
- Stop-Over in Hades (1930)
- The Tyrant of Technology (1933)
- Blond Cargo (1993)